# Гайдученко Сергій Іванович
Сергій Іванович Гайдученко (* 1 жовтня 1866, Полтава — † 18 вересня 1922, Миколаїв) — юрист, археолог, краєзнавець, суспільний діяч, перший директор Миколаївського міського природничо-історичного музею.

Народився у родині міщанина, після завершення в 1891 р. юридичного факультету Новоросійського університету (м. Одеса) обіймав посади судового слідчого, товариша прокурора Херсонського окружного суду, з 1904 року — мирового судді у м. Миколаїв. Неодноразово обирався гласним Миколаївської міської думи та членом міської управи, виконував обов'язки голови міської медичної комісії.
1901 року Одеське товариство історії та старожитностей визнаний членом-кореспондентом, 1903 року за поданням товариства отримав дозвіл на право проведення археологічних розкопок курганів у районі сел Себине і Новопетрівка Херсонського повіту (нині Новоодеський район Миколаївської області). Збирав власну етнографічну колекцію.
Був одним з ініціаторів створення Миколаївського відділення культурно-просвітницького товариства «Просвіта», 22 лютого 1907 року був обраний членом ради організації.
У грудні 1912 року очолював комісію міської думи з роботи зі спадком миколаївського колекціонера Еммануїла Францева, за результатами роботи якої на перехресті вулиць Великої Морської та Малої Морської був створений музей. Очолив музей та передав власну етнографічну колекцію.
Похований на старому миколаївському кладовищі.

## Вшанування пам'яті
В Миколаєві існує вулиця Сергія Гайдученка.